# Rozkwit imperiów: Osmanowie
Rozkwit imperiów: Osmanowie (ang. Rise of Empires: Ottoman) – turecki serial historyczny z elementami dokumentu wyreżyserowany przez Emre Sahina. Serial przedstawia historię Imperium Osmańskiego i Mehmeda II Zdobywcy. Pierwszy sezon miał premierę 24 stycznia 2020 roku, drugi 29 grudnia 2022 roku w serwisie Netflix.

## Fabuła

### Sezon 1 – Upadek Konstantynopola
Sułtan Mehmed II po śmierci ojca rozpoczyna kampanię mającą na celu podbicie Konstantynopola. Przejęcie przez niego stolicy Cesarstwa Bizantyjskiego doprowadza do ustanowienia Imperium Osmańskiego i wpłynięciem na historię Europy.

### Sezon 2 – Mehmed kontra Wład
Sułtan rozpoczyna inwazję na Wołoszczyznę, która pod panowaniem Włada III Drakuli sprzeniewierzyła się Imperium Osmańskiemu.

## Obsada

### Aktorzy
- Cem Yiğit Üzümoğlu jako Mehmed II Zdobywca
- Tommaso Basili jako Konstantyn XI Paleolog
- Daniel Nuță jako Wład III Palownik
- Radu-Andrei Micu jako Dimitri
- Ali Gözüşirin jako Radu Piękny
- Tuba Büyüküstün jako Mara Branković

### Historycy
- Roger Crowley
- Lars Brownworth
- Jason Goodwin
- Marios Philippides
- Michael Talbot
- Emrah Safa Gürkan

## Lista odcinków
| Nazwa polska                 | Nazwa angielska       | Sezon |
| ---------------------------- | --------------------- | ----- |
| Nowy sułtan                  | The New Sultan        | 1     |
| Potężne mury                 | Through the Walls     | 1     |
| Kierunek: Złoty Róg          | Into the Golden Horn  | 1     |
| Brak dyskrecji oznacza zgubę | Loose Lips Sink Ships | 1     |
| Starożytne przepowiednie     | Ancient prohpecies    | 1     |
| Z prochu powstanie           | Ashes to Ashes        | 1     |
| Czas wojny                   | House Of War          | 2     |
| Niebezpieczne wody           | Troubled Waters       | 2     |
| Kraj Drakuli                 | Land of Dracula       | 2     |
| Koniec braterstwa            | Brothers No More      | 2     |
| Nocny atak                   | Night Attack          | 2     |
| Przeznaczenie                | Destiny               | 2     |